# Uuaarrgh!
Uuaarrgh! es el tercer álbum de la banda de punk Wizo, originalmente lanzado en 1994 por su propia disquera, Hulk Räckorz. En 1995, la banda firmó con la compañía discográfica Fat Wreck Chords quien a su vez volvió a lanzar el álbum para un público internacional y con una lista de canciones más corta.

## Track Listing (Edición de 1994 por Hulk Räckorz)
1. "Wer Bist Denn Du" (Quien eres) – 0:15
2. "Kopfschuss" (Balazo en la cabeza) – 3:35
3. "W8ing 4 U" – 3:13
4. "Raum der Zeit" (Espacio de tiempo) - 1:38
5. "Überleitung" (Transición) – 0:04
6. "Tod im Freibad" (Muerte en la alberca) – 2:06
7. "Just Go" – 3:35
8. "Schweinewelt" (Mundo marrano) – 2:51
9. "How Could I've Known?" – 2:15
10. "Anruf" (Llamada) – 1:08
11. "Hey Thomas" – 4:01
12. "Überleitung" – 0:08
13. "Überflüssig" (Redundante) – 3:04
14. "Die Letzte Sau" (La última cerda) – 2:43
15. "Bru Pro" – 0:22
16. "Sterbehilfe" (eutanasia) – 3:39
17. "Lug & Trug" (La mentira y el engaño) – 3:58
18. "Das Goldene Stück" (El Trozo de Oro) – 3:28
19. "Überleitung" – 0:27
20. "Schlechte Laune" (Malumorado) – 1:32
21. "Gemein" (Mean) – 2:57
22. "Irgendwo - Nirgendwo" (Somewhere - Nowhere) – 4:25
23. "Hund" (Dog) – 3:05
24. "B.D.U." (Abbr. for Kill Yourself) – 3:01
25. "K.O." (Outro)" – 6:17

## Lista de canciones (1995 Fat Wreck Chords release)
1. "Tod im Freibad" - 2:13
2. "How Could I've Known?" - 2:16
3. "Gemein" - 2:55
4. "Raum der Zeit" - 1:39
5. "Anruf" - 1:08
6. "Hey Thomas" - 3:59
7. "Kopfschuss" - 3:36
8. "Schweinewelt" - 2:51
9. "W8ing 4 U" - 3:14
10. "Schlechte Laune" - 2:00
11. "Lug & Trug" - 3:59
12. "Das Goldene Stück" - 3:28
13. "Hund" - 3:06

## Formación
- Axel Kurth - vocalista, guitarrista
- Jörn Genserowski - bajista, coros
- Charly Zasko - baterista, coros

- Datos: Q4002395